# Trilogia
Trilogia (1884-1888) este o serie de trei romane scrise de autorul polonez Henryk Sienkiewicz. Acțiunea se desfășoară pe teritoriile Primei Republici Polone (I Rzeczpospolita) la sfârșitul primei și a doua jumătate a secolului al XVII-lea. Seria urmărește versiuni dramatizate ale unor evenimente celebre din istoria Poloniei, împletind realitatea cu ficțiunea. Este considerată o mare operă literară la egalitate cu Pan Tadeusz de Adam Mickiewicz.
În 2018, manuscrisele Trilogiei - Prin foc și sabie, Potopul și Pan Wołodyjowski - aflate la Institutul Național Ossoliński din Wrocław, au fost înscrise pe Lista Națională a Programului UNESCO Memoria Lumii.
Primul roman, intitulat Prin foc și sabie, relatează revolta cazacilor ucraineni de la mijlocul secolului al XVII-lea din Uniunea statală polono-lituaniană, cunoscută sub numele de Răscoala lui Hmelnițki.
A doua carte, Potopul, descrie invazia suedeză a Poloniei de la mijlocul secolului al XVII-lea cunoscută sub numele de Potopul, care a urmat răscoalei lui Hmelnițki.
Ultimul roman, Pan Wołodyjowski, urmărește războaiele dintre Polonia și Imperiul Otoman la sfârșitul secolului al XVII-lea.
Trilogia a fost scrisă de Sienkiewicz într-o perioadă în care statul polonez – după ce a fost împărțit între imperiile rus, austriac și german la sfârșitul secolului al XVIII-lea – nu exista, iar majoritatea polonezilor locuiau în zona de ocupație rusă numită Ținutul Privislinskii (Vistula), fosta Polonie a Congresului. Unul dintre obiectivele lui Sienkiewicz în scrierea Trilogiei a fost să încurajeze și să întărească încrederea națională poloneză împotriva puterilor ocupante.
Pentru a ocoli cenzura rusă, a ales să plaseze complotul în momente și locuri în care polonezii luptau împotriva altor dușmani decât Rusia.
În ciuda primelor evaluări critice, Trilogia a devenit cea mai populară serie de romane poloneze din istorie. Edițiile ulterioare s-au vândut instantaneu, iar cititorii din diferite clase și clase sociale au fost fascinați de aventurile eroilor săi. Trilogia a fost tradusă în aproape 20 de limbi și a consolidat poziția lui Sienkiewicz în comunitatea literară poloneză. În 1953, Witold Gombrowicz scria ironic în Jurnalul său : „Citesc din Sienkiewicz. Lectură chinuitoare. Spunem: asta e [ceva] destul de șchiop și citim mai departe. Spunem: este atât de ieftin – și nu ne putem smulge”.